# Володарская, Екатерина Семёновна
Екатерина Семёновна Володарская (1918—2003) — советская казахская театральная актриса и педагог, Заслуженная артистка Казахской ССР (1969), Народная артистка Казахской ССР (1985).

## Биография
Родилась в 1918 году.
По окончании Сталинградского медицинского техникума (ныне Волгоградский медицинский колледж) работала в одной из поликлиник города Камышин, где принимала участие в художественной самодеятельности.
Участница Великой Отечественной войны — прошагала с медсанбатом дорогами Северного Кавказа, а затем работала в военном госпитале в городе Фрунзе (ныне Бишкек). После войны сменила больничную палату на театральные подмостки: работала в театрах Хабаровска, Орджоникидзе, Йошкар-Олы, Магнитогорска, Челябинска.
В 1955 году из Волгограда приехала в город Уральск Казахской ССР. Стала актрисой в Уральском областном драматическом театре им. А. Н. Островского, где проработала 36 сезонов, более 120 ролей было сыграно ею здесь. А в последний раз вышла на сцену Уральского драматического театра вышла весной 2002 года в бенефисе любимого партнера — заслуженного артиста Республики Казахстан Владимира Попова.
В стенах старейшего в Казахстане театра Екатериной Володарской были сыграны главные роли в спектаклях «Лес» и «Без вины виноватые» А. Н. Островского, «На дне» М. Горького, «Филумена Мартурано» Э. де Филиппо и другие. Она воплощала на сцене шекспировских Джульетту и Дездемону, шиллеровскую Луизу, мольеровскую Марианну из «Скупого». Также играла в казахских пьесах, в частности роль матери красавицы Ботагоз в одноимённой пьесе Сабита Муканова.
В 51 год Екатерина Семёновна Володарская стала заслуженной, а в 67 лет — народной артисткой Казахской ССР. Была награждена медалями и Почетной грамотой Верховного Совета СССР.
Умерла в 2003 году в Уральске.